# 好樂迪
好樂迪股份有限公司（英語：Holiday Co., Ltd.），簡稱好樂迪，是一家台灣連鎖式卡拉OK公司，成立於1993年4月10日，於1993年在台北民生東路開設第一家門市，是台灣第一家採用電腦系統點歌播放的KTV公司。

## 歷史
- 1993年，於台北市民生東路開立第一家門市─台北民生店，並率先使用電腦點歌系統、業界首創量販式消費。
- 1995年，首創顧客滿意電腦評分系統。
- 1997年，曾獲中華民國經濟部「最佳商標設計獎」。
- 1998年股票公開發行，2002年股票上市（臺證所：9943）。目前台灣共有52家分店。
- 2002年，與泰國Gmm Grammy合資成立純兒音樂（2003年結業）。
- 2005年，好樂迪的全年總營收達新台幣35.6億元。
- 2019年，好樂迪及錢櫃2月22日宣布，預計由錢櫃以每股新台幣67.7元斥資67.34億元，好樂迪將成為錢櫃100%持股子公司，合併後將維持雙品牌經營，但在同年8月21日遭公平交易委員會4度禁止，駁回申請。[1]駁回合併後目前彼此交叉持股，好樂迪持有錢櫃26.06%，錢櫃持有好樂迪32.396%，互為實質上最大股東。

## 門市分佈
| 縣市   | 鄉鎮   | 門市      |
| ------ | ------ | --------- |
| 臺北市 | 內湖區 | 臺北內湖  |
| 臺北市 | 北投區 | 臺北石牌  |
| 臺北市 | 中山區 | 臺北錦州  |
| 臺北市 | 松山區 | 臺北中興  |
| 臺北市 | 萬華區 | 臺北西寧  |
| 臺北市 | 中正區 | 台北館前  |
| 臺北市 | 信義區 | 台北通化  |
| 臺北市 | 文山區 | 臺北景美  |
| 臺北市 | 文山區 | 臺北木柵  |
| 新北市 | 淡水區 | 新北淡水  |
| 新北市 | 汐止區 | 新北汐止  |
| 新北市 | 蘆洲區 | 新北蘆洲  |
| 新北市 | 三重區 | 新北重陽  |
| 新北市 | 三重區 | 新北三重  |
| 新北市 | 板橋區 | 新北板前  |
| 新北市 | 板橋區 | 新北板後  |
| 新北市 | 板橋區 | 新北埔墘  |
| 新北市 | 中和區 | 新北中和  |
| 新北市 | 土城區 | 新北土城  |
| 新北市 | 樹林區 | 新北樹林  |
| 新北市 | 三峽區 | 新北三峽  |
| 基隆市 | 信義區 | 基隆基隆  |
| 桃園市 | 桃園區 | 桃園復興  |
| 桃園市 | 桃園區 | 桃園來來  |
| 桃園市 | 桃園區 | 桃園桃中  |
| 桃園市 | 中壢區 | 中壢中美  |
| 新竹市 | 東區   | 新竹新竹  |
| 苗栗縣 | 頭份市 | 苗栗頭份  |
| 臺中市 | 豐原區 | 臺中豐原  |
| 臺中市 | 西屯區 | 臺中逢甲  |
| 臺中市 | 西屯區 | V-MIX西屯 |
| 臺中市 | 北屯區 | 臺中文心  |
| 臺中市 | 北區   | 臺中三民  |
| 臺中市 | 西區   | 臺中美村  |
| 臺中市 | 大里區 | 臺中大里  |
| 彰化縣 | 彰化市 | 彰化彰化  |
| 彰化縣 | 員林市 | 彰化員林  |
| 南投縣 | 草屯鎮 | 南投草屯  |
| 雲林縣 | 斗六市 | 雲林斗六  |
| 臺南市 | 中西區 | 臺南成功  |
| 高雄市 | 楠梓區 | 高雄楠梓  |
| 高雄市 | 前金區 | 高雄中華  |
| 高雄市 | 三民區 | 高雄建工  |
| 屏東縣 | 屏東市 | 屏東旗艦  |
| 屏東縣 | 東港鎮 | V-MIX東港 |
| 宜蘭縣 | 宜蘭市 | 宜蘭宜蘭  |
| 宜蘭縣 | 羅東鎮 | 宜蘭羅東  |
| 花蓮縣 | 花蓮市 | 花蓮花蓮  |
| 花蓮縣 | 玉里鎮 | 花蓮玉里  |
| 臺東縣 | 台東市 | 臺東臺東  |

## 轉投資
- 阿爾發音樂股份有限公司[2]
- 钱柜企业股份有限公司